# Abolfazl Jalili
Pour les articles homonymes, voir Abolfazl Ahankhah, Abolfazl Pouarab et Jalili.
Abolzfaz Jalili (en persan : ابوالفضل جلیلی), né le 23 juin 1957 à Saveh en Iran, est un réalisateur, scénariste, éditeur, producteur, costumier et monteur iranien.

## Biographie
Abolfazl Jalili, adolescent, est fanatique de peinture et de photographie. Avec le groupe Cinéma Libre, composé de cinéastes amateurs, il réalise des courts métrages en super 8, dans les années 70. Voyant que le cinéma lui plaisait, il se lance dans la réalisation de documentaires. Plus tard, il réalise son premier film, La Gale. Il gagne dès lors de nombreux prix dans les festivals internationaux. Au festival de Venise, son deuxième film Det, une petite fille gagne un Osella d'or. Ensuite, au festival de Locarno, il remporte le Léopard d'argent pour Danse de la poussière.

## Filmographie

### Réalisateur
- 1983 : Milad
- 1985 : Le Printemps (Bahar)
- 1987 : La Gale
- 1991 : Une histoire vraie (Yek Dastan-e Vaghe'i)
- 1996 : Det, une petite fille (Det Yani Dokhtar)
- 1998 : Don
- 1998 : Danse de la poussière (Raghs-e-khak)
- 1999 : Les Contes de Kish (Ghessé hayé kish) - segment The Ring
- 2001 : Delbaran
- 2002 : La première lettre (Abjad)
- 2005 : Gol ya Pooch (Full or Empty)
- 2007 : Hafez

### Scénariste
- 1985 : Le Printemps (Bahar)
- 1987 : La Gale
- 1990 : O Manfi
- 1996 : Yet Dastan-e Vaghe'i
- 1998 : Raghs-e-khak
- 1999 : Ghesse hayé kish
- 2001 : Delbaran
- 2003 : Abjad
- 2005 : Gol ya puch

### Monteur
- 1985 : Le Printemps (Bahar)
- 1998 : Raghs-e khak
- 1999 : Ghesseha-ye kish
- 2001 : Delbaran
- 2003 : Abjad
- 2005 : Gol ya pooch
- 2007 : Hafez

### Producteur
- 1996 : Une histoire vraie
- 2001 : Delbaran
- 2005 : Gol ya pooch

## Récompenses et distinctions
- Mostra de Venise : Osella d'or pour Det, une petite fille
- Festival de Locarno : Léopard d'argent pour Danse de la poussière
- Festival international du film de Rome 2007 : Prix spécial du jury pour Hafez
- Festival des trois continents : Montgolfière d'or en 1996 pour Une histoire vraie et en 2001 pour Delbaran.